# Stanley Beaver
Stanley Henry Beaver (* 11. August 1907 in Willesden, London; † 10. November 1984 in Eccleshall, Staffordshire) war ein britischer Geograph und Professor an der Keele University.

## Leben und Werk
Stanley Beaver wurde am 11. August 1907 als fünftes Kind des Postbeamten Henry Beaver und seiner Frau Hypatia Florence Hobbs im Londoner Stadtteil Willesden geboren. Er hatte drei Schwestern und einen Bruder. Von 1919 bis 1925 besuchte er die Kilburn Grammar School, von 1925 bis 1928 studierte er am University College London Geographie. Nach einer Lehrerausbildung wurde er 1928 von der London School of Economics and Political Science angestellt, wo er bis 1950 arbeitete. Dort erarbeitete er sich schnell einen guten Ruf als Wirtschaftsgeograph. Zusammen mit dem Geologen Dudley Stamp verfasste er das 1933 in erster Auflage erschienene Buch The British Isles. Seine Forschungstätigkeiten konzentrierten sich auf die Montanindustrie, die Fertigungsindustrie, sowie das Transportgewerbe.
Am 5. August 1933 heiratete er Elsie Barbara (1908–1992) in der Gemeindekirche des Londoner Stadtteils Battersea, zusammen hatten sie einen Sohn und drei Töchter.
Nach Ausbruch des Zweiten Weltkriegs arbeitete er von 1941 bis 1943 an der University of Cambridge. Seine Beiträge, vor allem zu Eisenbahnthemen in West- und Südwesteuropa, waren für die geographische Abteilung des British Naval Intelligence Department von großem Wert. Seine Arbeiten zu Sand- und Kiesressourcen waren sowohl für Bauprojekte während des Kriegs (zum Beispiel für Flugplätze), als auch für Wiederaufbauarbeiten und neue Stadtentwicklung in der Nachkriegszeit von Bedeutung. Auf dem Gebiet der Landgewinnung von Industriebrachen leistete er Pionierarbeit.
1950 erhielt er eine Stiftungsprofessur an der ein Jahr zuvor gegründeten University College of North Staffordshire, heute Keele University und war mit großem Einsatz an der Entwicklung der neuen Universität beteiligt. Dort errichtete er eine Wetterstation und verfasste die Arbeit The Climate of Keele. Er befasste sich intensiv mit der Entwicklung des Industriegebiets Staffordshire Potteries bei Stoke-on-Trent. Auf sein Betreiben hin wurde Anfang der 1960er das Luftbildarchiv The Aerial Reconaissance Archives (TARA, heute National Collection of Aerial Photography) gegründet. Nach seinem Ausscheiden aus der Keele University 1974 zog er für seinen Ruhestand nach Eccleshall in Staffordshire. Nach Jahren schlechter Gesundheit starb er dort am 10. November 1984.